# صفر بیست و یک
صفر بیست و یک (با نام قبلی نیوجرسی) یک مجموعه تلویزیونی به کارگردانی مشترک سید جواد رضویان و سیامک انصاری، تهیه‌کنندگی مهدی فرجی و نویسندگی شبنم وثوقی و هدی ایزدی است که از روز ۵ آبان ۱۳۹۹ از شبکه سه به روی آنتن رفت. این مجموعه قرار بود در چهار فصل ۲۵ قسمتی برای شبکه سه تولید شود.

## خلاصه داستان
این مجموعه داستان دو باجناغ و خانواده‌هایشان به نام‌های «جلال سیف» و «مازیار راسخ» را روایت می‌کند که مهندس و کارمند شهرداری هستند و در هر قسمت، اتفاقات جالب و طنزگونه‌ای روی می‌دهد.

## بازیگران
| بازیگر         | نقش          | توضیحات |
| -------------- | ------------ | --- |
| سیامک انصاری   | مازیار راسخ  | داماد خانواده‌ی کاملی، همسر مرجان و پدر ارسلان                                                                     |
| جواد رضویان    | جلال سیف     | داماد خانواده‌ی کاملی، همسر شعله و پدر شادی و سروش                                                                 |
| امیرحسین رستمی | تورج کاملی   | پسر بابا غفور، قسمت نخست از زندان آزاد می‌شود؛ پدرش او را به زندان انداخته و نامزد سپیده.                          |
| نگار عابدی     | شعله کاملی   | دختر بابا غفور و همسر جلال، یک کارگاه شیرینی‌پزی را اداره می‌کند.                                                   |
| رؤیا میرعلمی   | مرجان کاملی  | دختر بابا غفور و همسر مازیار، گاهی در کارگاه شیرینی‌پزی خواهرش مشغول است.                                          |
| سیاوش طهمورث   | غفور کاملی   | بزرگ خانواده، تالاردار است. آبش با تورج، در یک کاسه نمی‌رود.                                                       |
| سروش جمشیدی    | سعید صفایی   | همکار مازیار و جلال در اداره، عاشق شادی‌ست. به برگزاری جلسه خواستگاری بسیار مایل است اما شادی همواره مخالفت می‌کند. |
| علیرضا استادی  | نادر مغانی   | دوست قدیمی غفور که سال‌هاست با او قهر است. دفتری را برای تورج مهیا می‌کند و اغلب پیش اوست.                          |
| مریم شیرازی    | سودی         | خواهر زاده‌ی بابا غفور، با تورج در کسب‌وکار لباس شریک می‌شود.                                                        |
| آزیتا ترکاشوند | سپیده        | نامزد تورج. |
| رابعه اسکویی   | مهربان ستوده | منشی دفتر در اداره.                                                                                               |
| میلاد کیانی    | میلاد کیانی  | خواننده. |
| افشین آقایی    | ارسلان راسخ  | فرزند مازیار، با دوستی‌های خاله‌خرسه‌اش میان اطرافیان شهره است.                                                      |
| پادینا کیانی   | شادی سیف     | دختر جلال و شعله، خواهر سروش.                                                                                     |
| مهبد بیور      | سروش سیف     | فرزند خردسال جلال، نریشن او پایان‌بخش هر ۲۵ اپیزود سریال است.                                                      |
| محمدرضا خسروی  | حبیبی        | - |
| علی کاظمی      | فرامرز       | - |
| علی غلامی      | ستار         | - |
| اتابک نادری    | امیر خبیری   | - |
| احسان عباسی    | بازرس        | ‌ - |
| محمدرضا اکبری  | -            | - |